# Verein für Bewegungsspiele Stuttgart 1893 2002-2003
Questa voce raccoglie le informazioni riguardanti il Verein für Bewegungsspiele Stuttgart 1893 nelle competizioni ufficiali della stagione 2002-2003.

## Stagione
Nella stagione 2002-2003 lo Stoccarda, allenato da Felix Magath, concluse il campionato di Bundesliga al 2º posto. In Coppa di Germania lo Stoccarda fu eliminato al secondo turno dal Bayer Leverkusen. In Coppa Intertoto lo Stoccarda vinse la doppia finale con il Lilla e guadagnò l'accesso in Coppa UEFA. In Coppa UEFA lo Stoccarda fu eliminato agli ottavi di finale dal Celtic.

## Rosa
| N. |                        | Ruolo | Calciatore         |
| -- | ---------------------- | ----- | ------------------ |
| 1  | Germania (bandiera)    | P     | Timo Hildebrand    |
| 2  | Germania (bandiera)    | D     | Andreas Hinkel     |
| 3  | Germania (bandiera)    | D     | Timo Wenzel        |
| 4  | Angola (bandiera)      | D     | Rui Marques        |
| 5  | Brasile (bandiera)     | D     | Bordon             |
| 6  | Portogallo (bandiera)  | D     | Fernando Meira     |
| 7  | Germania (bandiera)    | C     | Silvio Meißner     |
| 8  | Germania (bandiera)    | C     | Jens Todt          |
| 9  | Romania (bandiera)     | A     | Ioan Ganea         |
| 10 | Bulgaria (bandiera)    | C     | Krasimir Balăkov   |
| 11 | Grecia (bandiera)      | A     | Giannīs Amanatidīs |
| 12 | Germania (bandiera)    | C     | Heiko Gerber       |
| 13 | Germania (bandiera)    | C     | Christian Tiffert  |
| 14 | Germania (bandiera)    | D     | Thomas Schneider   |
| 15 | Bielorussia (bandiera) | C     | Aljaksandr Hleb    |

| N. |                                 | Ruolo | Calciatore         |
| -- | ------------------------------- | ----- | ------------------ |
| 16 | Sudafrica (bandiera)            | C     | Bradley Carnell    |
| 17 | Germania (bandiera)             | C     | Jochen Seitz       |
| 18 | Sudafrica (bandiera)            | A     | Sean Dundee        |
| 19 | Germania (bandiera)             | C     | Horst Heldt        |
| 20 | Croazia (bandiera)              | C     | Zvonimir Soldo     |
| 21 | Germania (bandiera)             | P     | Thomas Ernst       |
| 22 | Germania (bandiera)             | A     | Kevin Kurányi      |
| 24 | Germania (bandiera)             | C     | Benjamin Adrion    |
| 25 | Germania (bandiera)             | C     | Michael Mutzel     |
| 26 | Croazia (bandiera)              | C     | Robert Vujevic     |
| 29 | Germania (bandiera)             | D     | Steffen Dangelmayr |
| 30 | Bosnia ed Erzegovina (bandiera) | P     | Adnan Masić        |
| 31 | Svizzera (bandiera)             | P     | Diego Benaglio     |
| 33 | Germania (bandiera)             | A     | Steffen Handschuh  |
| 44 | Germania (bandiera)             | D     | Michael Rundio     |

## Organigramma societario
Area tecnica
- Allenatore: Felix Magath
- Allenatore in seconda: Seppo Eichkorn
- Preparatore dei portieri: Jochen Rücker, Eberhard Trautner
- Preparatori atletici: Werner Leuthard, Gerhard Wörn

## Calciomercato

### Sessione estiva
| Acquisti | Acquisti           | Acquisti              | Acquisti |
| R.       | Nome               | da                    | Modalità |
| -------- | ------------------ | --------------------- | -------- |
| A        | Giannīs Amanatidīs | Greuther Fürth        |          |
| P        | Diego Benaglio     | Grasshoppers          |          |
| C        | Michael Mutzel     | Eintracht Francoforte |          |

| Cessioni | Cessioni          | Cessioni          | Cessioni |
| R.       | Nome              | da                | Modalità |
| -------- | ----------------- | ----------------- | -------- |
| A        | Adhemar           | São Caetano       |          |
| C        | Marvin Braun      | Kickers Stoccarda |          |
| C        | Alessandro Caruso | Saarbrücken       |          |
| D        | Jochen Endreß     | Reutlingen        |          |
| D        | Fabio Morena      | Alicante          |          |

### Sessione invernale
| Acquisti | Acquisti    | Acquisti   | Acquisti |
| R.       | Nome        | da         | Modalità |
| -------- | ----------- | ---------- | -------- |
| C        | Horst Heldt | Sturm Graz |          |

| Cessioni | Cessioni | Cessioni | Cessioni |
| R.       | Nome     | da       | Modalità |
| -------- | -------- | -------- | -------- |

## Risultati

### Bundesliga

#### Girone di andata
| Arbitro: | Fröhlich |

|            |           |           |
| Dundee 45’ | Marcatori | 51’ Klose |

| Arbitro: | Meyer |

|               |           |            |
| Friedrich 85’ | Marcatori | 14’ Dundee |

| Arbitro: | Weiner |

|                                  |           |                   |
| Koller 38’ Dedê 66’ Ewerthon 87’ | Marcatori | 77’ (rig.) Dundee |

| Arbitro: | Gagelmann |

|            |           |                  |
| Bordon 33’ | Marcatori | 87’ (rig.) Hajto |

| Arbitro: | Fandel |

|           |           |             |
| Münch 50’ | Marcatori | 71’ Kurányi |

| Arbitro: | Strampe |

|                      |           |  |
| Kurányi 5’, 64’, 69’ | Marcatori |  |

| Arbitro: | Kemmling |

|                             |           |                   |
| Romeo 14’, 86’ Barbarez 23’ | Marcatori | 9’ Seitz 26’ Hleb |

| Arbitro: | Jansen |

|                                 |           |             |
| Kurányi 46’, 49’ Ganea 50’, 90’ | Marcatori | 22’ Schroth |

| Arbitro: | Wagner |

|             |           |                            |
| Jarolím 44’ | Marcatori | 80’ Kurányi 84’ Amanatidīs |

| Stoccarda 26 ottobre 2002, ore 15:30 CEST 10ª giornata | Stoccarda | 0 – 0 referto | Energie Cottbus | Gottlieb-Daimler-Stadion (23 000 spett.)\| Arbitro: \| Sippel \| |
| Arbitro:                                               | Sippel    |               |                 |                                                                  |

| Arbitro: | Stark |

|  |           |             |
|  | Marcatori | 19’ Meißner |

| Arbitro: | Meyer |

|                            |           |                                    |
| Ganea 74’, 86’ (rig.), 90’ | Marcatori | 67’ Christiansen 84’ Schindzielorz |

| Arbitro: | Albrecht |

|          |           |             |
| Prica 4’ | Marcatori | 46’ Kurányi |

| Arbitro: | Krug |

|                                            |           |  |
| Amanatidīs 35’ Hleb 54’ Štefulj 73’ (aut.) | Marcatori |  |

| Arbitro: | Aust |

|                                     |           |             |
| Ailton 27’, 90’ (rig.) Krstajić 80’ | Marcatori | 55’ Kurányi |

| Arbitro: | Steinborn |

|  |           |                                 |
|  | Marcatori | 29’ Zickler 33’, 68’ Santa Cruz |

| Arbitro: | Merk |

|                  |           |                         |
| Marić 76’ (rig.) | Marcatori | 35’ Schneider 55’ Meira |

#### Girone di ritorno
| Arbitro: | Krug |

|             |           |                         |
| Lokvenc 34’ | Marcatori | 29’ Kurányi 70’ Balăkov |

| Arbitro: | Aust |

|                                   |           |             |
| Amanatidīs 28’ Hleb 69’ Ganea 90’ | Marcatori | 80’ Paraíba |

| Arbitro: | Fleischer |

|           |           |  |
| Soldo 77’ | Marcatori |  |

| Arbitro: | Meyer |

|                     |           |  |
| Mpenza 3’ Hajto 45’ | Marcatori |  |

| Arbitro: | Weiner |

|                                          |           |  |
| Kurányi 8’, 88’ Amanatidīs 24’ Ganea 86’ | Marcatori |  |

| Arbitro: | Strampe |

|  |           |             |
|  | Marcatori | 15’ Meißner |

| Arbitro: | Merk |

|             |           |                |
| Kurányi 20’ | Marcatori | 43’ Mahdavikia |

| Arbitro: | Gagelmann |

|  |           |            |
|  | Marcatori | 40’ Bordon |

| Arbitro: | Krug |

|  |           |                        |
|  | Marcatori | 28’ Jarolím 88’ Junior |

| Arbitro: | Fandel |

|                         |           |                                       |
| Vágner 7’ Juskowiak 84’ | Marcatori | 2’ Meißner 75’ Heldt 90’ (rig.) Ganea |

| Arbitro: | Keßler |

|                                  |           |  |
| Amanatidīs 9’ Hleb 17’ Ganea 51’ | Marcatori |  |

| Arbitro: | Stark |

|                                     |           |             |
| Hashemian 40’, 66’ Christiansen 68’ | Marcatori | 25’ Kurányi |

| Arbitro: | Meyer |

|             |           |          |
| Meißner 27’ | Marcatori | 59’ Hill |

| Arbitro: | Kinhöfer |

|             |           |                 |
| Kaufman 85’ | Marcatori | 19’, 37’ Dundee |

| Arbitro: | Fandel |

|  |           |                    |
|  | Marcatori | 51’ (aut.) Marques |

| Arbitro: | Merk |

|                |           |            |
| Élber 46’, 75’ | Marcatori | 83’ Dundee |

| Arbitro: | Krug |

|                                |           |  |
| Kurányi 12’ Balăkov 23’ (rig.) | Marcatori |  |

### Coppa di Germania
| Arbitro: | Otte |

|           |           |                                          |
| Gerov 68’ | Marcatori | 51’, 90’ Kurányi 76’ Amanatidīs 90’ Hleb |

| Arbitro: | Merk |

|                                |           |  |
| Sebescen 46’ Bierofka 62’, 82’ | Marcatori |  |

### Coppa Intertoto
| Arbitro: | Bertolini |

|                     |           |  |
| Seitz 7’ Dundee 54’ | Marcatori |  |

| Arbitro: | Szabó |

|  |           |          |
|  | Marcatori | 90’ Hleb |

| Arbitro: | Styles |

|                                |           |             |
| Bordon 64’ Ganea 71’ Seitz 90’ | Marcatori | 14’ Miccoli |

| Arbitro: | Burrull |

|                            |           |           |
| Miccoli 74’ Berrettoni 90’ | Marcatori | 53’ Ganea |

| Arbitro: | Paraty |

|                   |           |            |
| Schneider 9’, 62’ | Marcatori | 84’ Bajsić |

| Arbitro: | Hriňák |

|  |           |            |
|  | Marcatori | 39’ Dundee |

| Arbitro: | Granat |

|            |           |  |
| Bonnal 20’ | Marcatori |  |

| Arbitro: | Fisker |

|                         |           |  |
| Balăkov 81’ Kurányi 88’ | Marcatori |  |

### Coppa UEFA
| Arbitro: | Salomir |

|                                                 |           |            |
| Amanatidīs 22’ Kurányi 32’, 40’ Hleb 59’ (rig.) | Marcatori | 66’ Rimkus |

| Arbitro: | Hyytiä |

|              |           |                                           |
| Landyrev 16’ | Marcatori | 22’, 90’ Tiffert 53’ Ganea 88’ Amanatidīs |

| Budapest 31 ottobre 2002, ore 18:00 CET Secondo turno | Ferencváros | 0 – 0 referto | Stoccarda | Üllöi Ut (16 000 spett.)\| Arbitro: \| Vuorela \| |
| Arbitro:                                              | Vuorela     |               |           |                                                   |

| Arbitro: | Kapitanis |

|                                 |           |  |
| Amanatidīs 65’ Meira 90’ (rig.) | Marcatori |  |

| Arbitro: | Messina |

|            |           |                         |
| Heyden 42’ | Marcatori | 72’ Balăkov 90’ Kurányi |

| Arbitro: | Ibáñez |

|          |           |  |
| Hleb 90’ | Marcatori |  |

| Arbitro: | Collina |

|                                    |           |             |
| Lambert 36’ Maloney 45’ Petrov 68’ | Marcatori | 27’ Kurányi |

| Arbitro: | Wegereef |

|                                 |           |                         |
| Tiffert 38’ Hleb 75’ Mutzel 87’ | Marcatori | 13’ Thompson 15’ Sutton |

## Statistiche

### Statistiche di squadra
| Competizione      | Punti | In casa | In casa | In casa | In casa | In casa | In casa | In trasferta | In trasferta | In trasferta | In trasferta | In trasferta | In trasferta | Totale | Totale | Totale | Totale | Totale | Totale | DR  |
| Competizione      | Punti | G       | V       | N       | P       | Gf      | Gs      | G            | V            | N            | P            | Gf           | Gs           | G      | V      | N      | P      | Gf     | Gs     | DR  |
| ----------------- | ----- | ------- | ------- | ------- | ------- | ------- | ------- | ------------ | ------------ | ------------ | ------------ | ------------ | ------------ | ------ | ------ | ------ | ------ | ------ | ------ | --- |
| Bundesliga        | 59    | 17      | 9       | 5       | 3       | 30      | 14      | 17           | 8            | 3            | 6            | 23           | 25           | 34     | 17     | 8      | 9      | 53     | 39     | +14 |
| Coppa di Germania | -     | 0       | 0       | 0       | 0       | 0       | 0       | 2            | 1            | 0            | 1            | 4            | 4            | 2      | 1      | 0      | 1      | 4      | 4      | 0   |
| Coppa Intertoto   | -     | 4       | 4       | 0       | 0       | 9       | 2       | 4            | 2            | 0            | 2            | 3            | 3            | 8      | 6      | 0      | 2      | 12     | 5      | +7  |
| Coppa UEFA        | -     | 4       | 4       | 0       | 0       | 10      | 3       | 4            | 2            | 1            | 1            | 7            | 5            | 8      | 6      | 1      | 1      | 17     | 8      | +9  |
| Totale            | 59    | 25      | 17      | 5       | 3       | 49      | 19      | 27           | 13           | 4            | 10           | 37           | 37           | 52     | 30     | 9      | 13     | 86     | 56     | +30 |

### Andamento in campionato
| Giornata  | 1 | 2  | 3  | 4  | 5  | 6  | 7  | 8  | 9 | 10 | 11 | 12 | 13 | 14 | 15 | 16 | 17 | 18 | 19 | 20 | 21 | 22 | 23 | 24 | 25 | 26 | 27 | 28 | 29 | 30 | 31 | 32 | 33 | 34 |
| --------- | - | -- | -- | -- | -- | -- | -- | -- | - | -- | -- | -- | -- | -- | -- | -- | -- | -- | -- | -- | -- | -- | -- | -- | -- | -- | -- | -- | -- | -- | -- | -- | -- | -- |
| Luogo     | C | T  | T  | C  | T  | C  | T  | C  | T | C  | T  | C  | T  | C  | T  | C  | T  | T  | C  | C  | T  | C  | T  | C  | T  | C  | T  | C  | T  | C  | T  | C  | T  | C  |
| Risultato | N | N  | P  | N  | N  | V  | P  | V  | V | N  | V  | V  | N  | V  | P  | P  | V  | V  | V  | V  | P  | V  | V  | N  | V  | P  | V  | V  | P  | N  | V  | P  | P  | V  |
| Posizione | 8 | 12 | 15 | 14 | 14 | 10 | 15 | 11 | 8 | 9  | 7  | 4  | 6  | 3  | 5  | 5  | 5  | 5  | 4  | 3  | 3  | 3  | 3  | 3  | 3  | 3  | 2  | 2  | 2  | 2  | 2  | 3  | 3  | 2  |

Legenda:

Luogo: C = Casa; T = Trasferta. Risultato: V = Vittoria; N = Pareggio; P = Sconfitta.

### Statistiche dei giocatori
| Giocatore     | Bundesliga | Bundesliga | Bundesliga  | Bundesliga | Coppa di Germania | Coppa di Germania | Coppa di Germania | Coppa di Germania | Coppa Intertoto | Coppa Intertoto | Coppa Intertoto | Coppa Intertoto | Coppa UEFA | Coppa UEFA | Coppa UEFA  | Coppa UEFA | Totale   | Totale | Totale      | Totale     |
| Giocatore     | Presenze   | Reti       | Ammonizioni | Espulsioni | Presenze          | Reti              | Ammonizioni       | Espulsioni        | Presenze        | Reti            | Ammonizioni     | Espulsioni      | Presenze   | Reti       | Ammonizioni | Espulsioni | Presenze | Reti   | Ammonizioni | Espulsioni |
| ------------- | ---------- | ---------- | ----------- | ---------- | ----------------- | ----------------- | ----------------- | ----------------- | --------------- | --------------- | --------------- | --------------- | ---------- | ---------- | ----------- | ---------- | -------- | ------ | ----------- | ---------- |
| A. Adhemar    | 0          | 0          | 0           | 0          | 0                 | 0                 | 0                 | 0                 | 1               | 0               | 0               | 0               | 0          | 0          | 0           | 0          | 1        | 0      | 0           | 0          |
| B. Adrion     | 0          | 0          | 0           | 0          | 0                 | 0                 | 0                 | 0                 | 0               | 0               | 0               | 0               | 0          | 0          | 0           | 0          | 0        | 0      | 0           | 0          |
| I. Amanatidīs | 27         | 5          | 0           | 0          | 2                 | 1                 | 0                 | 0                 | 5               | 0               | 0               | 0               | 7          | 3          | 0           | 0          | 41       | 9      | 0           | 0          |
| K. Balăkov    | 28         | 2          | 5           | 0          | 1                 | 0                 | 0                 | 0                 | 6               | 1               | 2               | 0               | 7          | 1          | 1           | 0          | 42       | 4      | 8           | 0          |
| D. Benaglio   | 0          | 0          | 0           | 0          | 0                 | 0                 | 0                 | 0                 | 0               | 0               | 0               | 0               | 1          | 0          | 0           | 0          | 1        | 0      | 0           | 0          |
| M. Bordon     | 26         | 2          | 8           | 0          | 1                 | 0                 | 0                 | 0                 | 8               | 1               | 0               | 0               | 6          | 0          | 1           | 1          | 41       | 3      | 9           | 1          |
| B. Carnell    | 6          | 0          | 2           | 0          | 0                 | 0                 | 0                 | 0                 | 0               | 0               | 0               | 0               | 3          | 0          | 1           | 0          | 9        | 0      | 3           | 0          |
| S. Dangelmayr | 5          | 0          | 0           | 0          | 0                 | 0                 | 0                 | 0                 | 0               | 0               | 0               | 0               | 2          | 0          | 0           | 0          | 7        | 0      | 0           | 0          |
| S. Dundee     | 9          | 6          | 1           | 0          | 0                 | 0                 | 0                 | 0                 | 6               | 2               | 0               | 0               | 1          | 0          | 0           | 0          | 16       | 8      | 1           | 0          |
| T. Ernst      | 14         | 0          | 0           | 0          | 1                 | 0                 | 0                 | 0                 | 0               | 0               | 0               | 0               | 4          | 0          | 0           | 0          | 19       | 0      | 0           | 0          |
| I. Ganea      | 23         | 9          | 2           | 0          | 2                 | 0                 | 0                 | 0                 | 7               | 2               | 1               | 0               | 4          | 1          | 0           | 0          | 36       | 12     | 3           | 0          |
| H. Gerber     | 28         | 0          | 8           | 0          | 1                 | 0                 | 0                 | 0                 | 5               | 0               | 0               | 0               | 6          | 0          | 2           | 0          | 40       | 0      | 10          | 0          |
| S. Handschuh  | 0          | 0          | 0           | 0          | 0                 | 0                 | 0                 | 0                 | 0               | 0               | 0               | 0               | 0          | 0          | 0           | 0          | 0        | 0      | 0           | 0          |
| H. Heldt      | 4          | 1          | 0           | 0          | 0                 | 0                 | 0                 | 0                 | 0               | 0               | 0               | 0               | 0          | 0          | 0           | 0          | 4        | 1      | 0           | 0          |
| T. Hildebrand | 20         | 0          | 0           | 0          | 1                 | 0                 | 0                 | 0                 | 8               | 0               | 0               | 0               | 4          | 0          | 0           | 0          | 33       | 0      | 0           | 0          |
| A. Hinkel     | 33         | 0          | 5           | 0          | 2                 | 0                 | 1                 | 0                 | 4               | 0               | 0               | 0               | 8          | 0          | 0           | 0          | 47       | 0      | 6           | 0          |
| A. Hleb       | 34         | 4          | 2           | 0          | 2                 | 1                 | 0                 | 0                 | 8               | 1               | 1               | 0               | 8          | 3          | 1           | 0          | 52       | 9      | 4           | 0          |
| K. Kurányi    | 32         | 15         | 3           | 0          | 2                 | 2                 | 0                 | 0                 | 1               | 1               | 0               | 0               | 8          | 4          | 1           | 0          | 43       | 22     | 4           | 0          |
| R. Marques    | 12         | 0          | 3           | 0          | 1                 | 0                 | 0                 | 0                 | 5               | 0               | 0               | 0               | 1          | 0          | 0           | 0          | 19       | 0      | 3           | 0          |
| A. Masić      | 0          | 0          | 0           | 0          | 0                 | 0                 | 0                 | 0                 | 0               | 0               | 0               | 0               | 0          | 0          | 0           | 0          | 0        | 0      | 0           | 0          |
| F. Meira      | 31         | 1          | 5           | 1          | 2                 | 0                 | 1                 | 0                 | 6               | 0               | 3               | 1               | 6          | 1          | 2           | 0          | 45       | 2      | 11          | 2          |
| S. Meißner    | 28         | 4          | 7           | 1          | 1                 | 0                 | 1                 | 0                 | 7               | 0               | 2               | 0               | 6          | 0          | 3           | 0          | 42       | 4      | 13          | 1          |
| M. Mutzel     | 16         | 0          | 1           | 0          | 2                 | 0                 | 0                 | 0                 | 2               | 0               | 0               | 0               | 5          | 1          | 2           | 0          | 25       | 1      | 3           | 0          |
| M. Rundio     | 3          | 0          | 1           | 0          | 0                 | 0                 | 0                 | 0                 | 0               | 0               | 0               | 0               | 1          | 0          | 0           | 0          | 4        | 0      | 1           | 0          |
| T. Schneider  | 4          | 1          | 2           | 0          | 0                 | 0                 | 0                 | 0                 | 4               | 2               | 1               | 0               | 2          | 0          | 0           | 0          | 10       | 3      | 3           | 0          |
| J. Seitz      | 21         | 1          | 2           | 0          | 1                 | 0                 | 0                 | 0                 | 6               | 2               | 2               | 0               | 6          | 0          | 1           | 0          | 34       | 3      | 5           | 0          |
| Z. Soldo      | 28         | 1          | 5           | 0          | 1                 | 0                 | 0                 | 0                 | 3               | 0               | 1               | 0               | 8          | 0          | 0           | 0          | 40       | 1      | 6           | 0          |
| C. Tiffert    | 18         | 0          | 1           | 0          | 2                 | 0                 | 0                 | 0                 | 7               | 0               | 1               | 0               | 4          | 3          | 0           | 0          | 31       | 3      | 2           | 0          |
| J. Todt       | 3          | 0          | 1           | 0          | 1                 | 0                 | 0                 | 0                 | 5               | 0               | 1               | 0               | 0          | 0          | 0           | 0          | 9        | 0      | 2           | 0          |
| R. Vujevic    | 0          | 0          | 0           | 0          | 0                 | 0                 | 0                 | 0                 | 0               | 0               | 0               | 0               | 0          | 0          | 0           | 0          | 0        | 0      | 0           | 0          |
| T. Wenzel     | 18         | 0          | 0           | 0          | 2                 | 0                 | 0                 | 0                 | 6               | 0               | 1               | 0               | 4          | 0          | 0           | 0          | 30       | 0      | 1           | 0          |